# تاریخ لس آنجلس

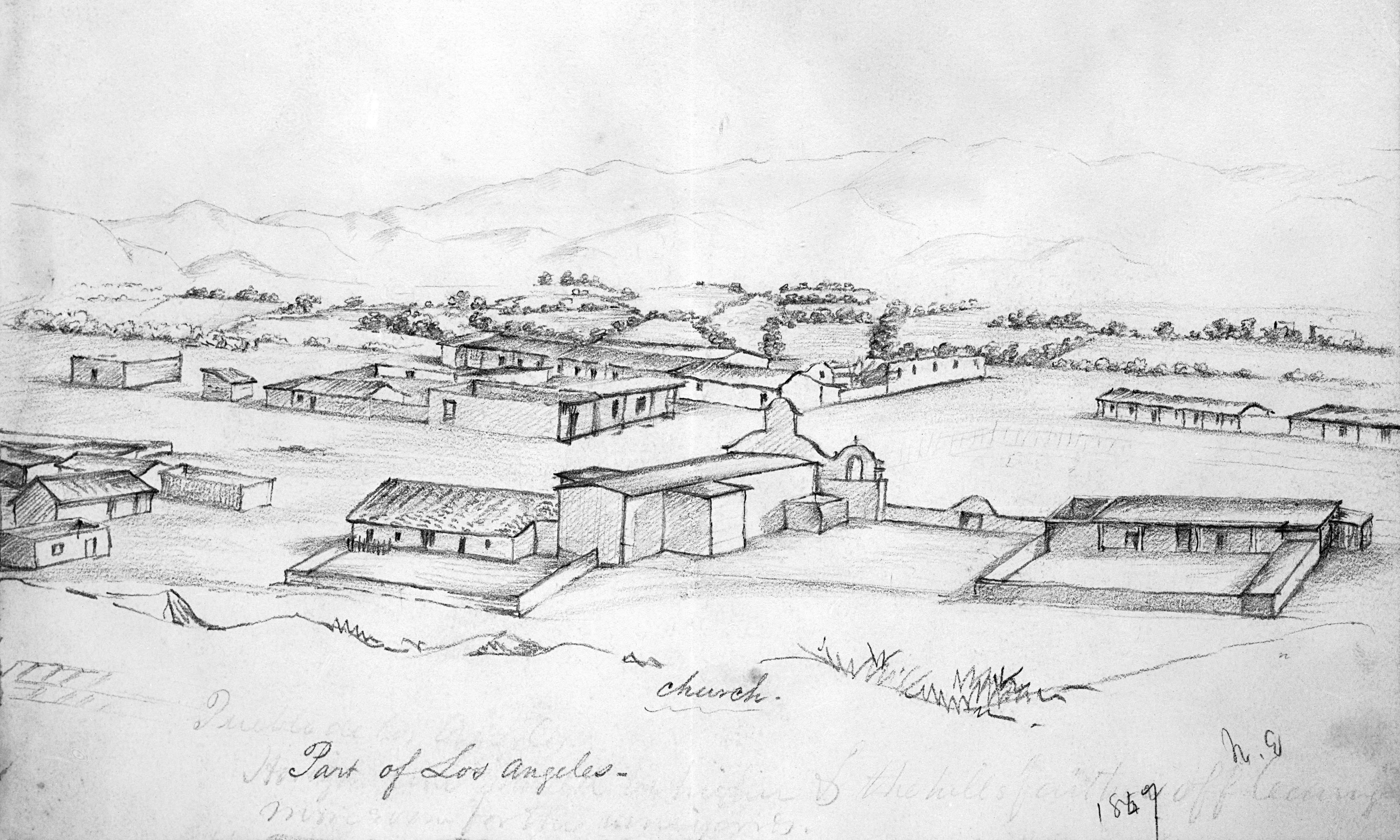
تصویرسازی از لس آنجلس در سال ۱۸۴۷، نزدیک به پایان حکومت مکزیک بر شهر

پیش از ورود اروپایی‌ها به منطقه ای که امروزه لس آنجلس نامیده می‌شود، مردم بومی آمریکا به نام تونگ‌وا (Tongva) در این سرزمین زندگی می‌کردند. آن‌ها نزدیک رودخانه‌ها و دریا زندگی می‌کردند، ماهی می‌گرفتند، شکار می‌کردند و با دیگران داد و ستد داشتند. بزرگ‌ترین روستای آن‌ها یاانگا (Yaanga) نام داشت. تونگ‌واها__ زبان، خدایان و مراسم خاص خود را داشتند.
در سال ۱۵۴۲، یک کاشف اسپانیایی به نام خوان رودریگز کابرییو به این منطقه آمد و اعلام کرد این سرزمین متعلق به اسپانیاست. بعدها، در سال ۱۷۶۹، اسپانیایی‌های بیشتری آمدند و کلیساها، قلعه‌ها و شهرهایی ساختند. در سال ۱۷۸۱، یک اسپانیایی به نام فلیپه د نوه (Felipe de Neve) با ۴۴ نفر مهاجر، شهری جدید نزدیک روستای تونگ‌وا یعنی یاانگا ساختند. آن‌ها نام شهر را لس آنجلس گذاشتند، که به معنی «فرشتگان» است.
در ابتدا، لس آنجلس بخشی از اسپانیای نو بود. در سال ۱۸۲۱، پس از استقلال مکزیک، این منطقه بخشی از مکزیک شد. سپس، پس از جنگ آمریکا و مکزیک در سال ۱۸۴۸، لس آنجلس بخشی از ایالات متحده شد. لس آنجلس در سال ۱۸۵۰ به یک شهر رسمی در ایالات متحده تبدیل شد و ایالت کالیفرنیا نیز به‌زودی تأسیس شد.
افراد زیادی از سایر نقاط آمریکا به لس آنجلس مهاجرت کردند. در سال ۱۸۸۵، یک خط راه‌آهن از شیکاگو به لس آنجلس ساخته شد که به رشد سریع شهر کمک کرد. کشاورزی، نفت، صنعت فیلم‌سازی و گردشگری باعث رشد بیشتر شهر شدند.
در دوران جنگ جهانی دوم، لس آنجلس تعداد زیادی هواپیما ساخت. در دهه ۱۹۶۰، رشد شهر کند شد. ترافیک به مشکلی بزرگ تبدیل شد. مهاجران جدیدی از مکزیک و آسیا وارد شهر شدند که جمعیت آن را تغییر دادند. برخی صنایع قدیمی کوچک شدند، اما صنعت فیلم، گردشگری و فناوری همچنان قوی باقی ماندند. امروزه، لس آنجلس با مشکلاتی مانند خشکسالی، آتش‌سوزی‌های جنگلی و کمبود آب روبه‌رو است، و این مشکلات روزبه‌روز بدتر می‌شوند.

## بومی‌ها
قبل از آمدن اروپایی‌ها، حدود ۵٬۰۰۰ نفر تونگ‌وا در منطقه لس آنجلس زندگی می‌کردند. در کل، حدود ۲۵۰٬۰۰۰ بومی در سراسر کالیفرنیا ساکن بودند. تونگ‌واها در منطقه‌ای وسیع زندگی می‌کردند و با قبایل دیگر تجارت می‌کردند. روستای یاانگا به مهاجران اسپانیایی کمک غذایی و پشتیبانی می‌داد.
وقتی ایالات متحده کنترل منطقه را به دست گرفت، زندگی برای مردم بومی بسیار سخت شد. بسیاری از آن‌ها به دلیل بیماری‌های جدیدی که اروپایی‌ها آوردند بیمار شدند و جان باختند. آن‌ها هیچ حقی نداشتند و زمین‌هایشان را از دست دادند. برخی از آن‌ها مجبور به ترک محل زندگی خود شدند یا مورد آزار قرار گرفتند. مردم بومی برای مدت طولانی شهروند ایالات متحده محسوب نمی‌شدند.
آن‌ها با دستمزد بسیار پایین کار می‌کردند. اگر کار نداشتند، به زندان می‌افتادند و مجبور بودند با کار کردن جریمه‌های خود را پرداخت کنند. گاهی به جای پول، به آن‌ها الکل داده می‌شد که باعث مشکلات بیشتر می‌شد.
در قرن ۱۹، نویسنده‌ای به نام هلن هانت جکسون (Helen Hunt Jackson) رفتار بد با مردم بومی را دید و در سال ۱۸۸۴ کتابی به نام «رامونا» (Ramona) نوشت تا از آن‌ها حمایت کند. به‌خاطر تلاش‌های او، برخی از روستاهای بومی حفظ شدند.
امروزه، حدود ۲٬۰۰۰ نفر از تونگ‌واها در جنوب کالیفرنیا زندگی می‌کنند. بسیاری از آن‌ها تلاش می‌کنند فرهنگ و گورستان‌های خود را حفظ کنند. آن‌ها می‌خواهند دولت آمریکا قبیله‌شان را به رسمیت بشناسد.

## منطقه قدیمی چینی‌ها
محلهٔ چینی‌های قدیمی در لس آنجلس در دهه ۱۸۶۰ ساخته شد و در جایی قرار داشت که امروزه ایستگاه یونیون (Union Station) است. در سال ۱۹۸۴، باستان‌شناسان به رهبری جان رومانی در این منطقه اشیای قدیمی مربوط به چینی‌ها، آمریکایی‌های اروپایی‌تبار و بومیان آمریکا را کشف کردند. آن‌ها بقایای ساختمان‌هایی مربوط به قرن نوزدهم را نیز پیدا کردند، از جمله یک ساختمان آجری از دهه ۱۸۸۰ که نشان می‌داد خیابان آن ممکن است به دوره اسپانیایی‌ها برگردد. امروزه این مکان به نام کوچه فرگوسن (Ferguson Alley) شناخته می‌شود.
در این منطقه، لایه‌ای ۹۰ سانتی‌متری پر از اشیای تاریخی پیدا شد، از جمله ظروف چینی، سکه‌های آسیایی، تکه‌هایی از پیپ تریاک، وسایل بازی، سفال بومی، ابزار سنگی و ابزار ساخته‌شده از شاخ حیوانات.
بر اساس گزارش‌های سرشماری بین سال‌های ۱۸۷۰ تا ۱۹۳۰، جمعیت چینی‌های آمریکایی در لس آنجلس از ۲۳۴ نفر به بیش از ۳۰۰۰ نفر رسید. با این حال، در آن زمان، بیشتر زنان چینی که در لس آنجلس زندگی می‌کردند در فقر شدید بودند و بیشتر آن‌ها به زور یا فریب برای کار در فحشا به آمریکا آورده شده بودند.
در ۲۴ اکتبر ۱۸۷۱، یک رویداد وحشتناک به نام «کشتار چینی‌های لس آنجلس» اتفاق افتاد. حدود ۵۰۰ نفر از سفیدپوستان و مردم اسپانیایی‌تبار به چینی‌ها حمله کردند. آن‌ها خانه‌هایشان را غارت کردند، آن‌ها را کتک زدند و ۱۹ نفر را کشتند که ۱۵ نفرشان را حلق‌آویز کردند. این اتفاق باعث شد بیش از ۱۰ درصد از جمعیت کوچک چینی‌ها در لس آنجلس کشته شوند. این رویداد نمونه‌ای دردناک از نژادپرستی و خشونت علیه مهاجران چینی در تاریخ آمریکا است.